# Palmiano
Palmiano là một đô thị tại tỉnh Ascoli Piceno ở vùng Marche, cách khoảng 80 km về phía nam của Ancona và khoảng11 km về phía tây bắc của Ascoli Piceno. Đến thời điểm ngày 31 tháng 12 năm 2004, đô thị này có dân số là 220 người và diện tích là 12,5 km².
Palmiano giáp các đô thị: Comunanza, Force, Roccafluvione, Venarotta.